# Infinity (Journey)
| Recensione                        | Giudizio   |
| --------------------------------- | ---------- |
| AllMusic                          | [ 3 ]      |
| The New Rolling Stone Album Guide | [ 4 ]      |
| Sputnikmusic                      | 3.0 (Good) |
| Dizionario del Pop-Rock           | [ 6 ]      |
| 24.000 dischi                     | [ 7 ]      |

Infinity è il quarto album dei Journey, pubblicato dalla Columbia Records nel gennaio del 1978.
È il primo album ad avvalersi di Steve Perry alla voce.
Il disco è stato certificato disco di platino negli USA per 3 volte (6 luglio 1989, 19 ottobre 1984 e 10 ottobre 1978) dopo la prima certificazione come disco d'oro (3 maggio 1978).

## Tracce
Lato A
1. Lights – 3:09 (Steve Perry, Neal Schon)
2. Feeling That Way – 3:27 (Steve Perry, Gregg Rolie, Aynsley Dunbar)
3. Anytime – 4:03 (Gregg Rolie, Roger Silver, Robert Fleischman, Neal Schon, Ross Valory)
4. La Do Da – 2:58 (Steve Perry, Neal Schon)
5. Patiently – 3:24 (Steve Perry, Neal Schon)

Lato B
1. Wheel in the Sky – 4:12 (Diane Valory, Neal Schon, Robert Fleischman)
2. Somethin' to Hide – 3:28 (Steve Perry, Neal Schon)
3. Winds of March – 5:04 (Neal Schon, Matt Schon, Robert Fleischman, Steve Perry, Gregg Rolie)
4. Can Do – 2:40 (Diane Valory, Ross Valory, Steve Perry)
5. Opened the Door – 4:35 (Steve Perry, Neal Schon, Gregg Rolie)

## Formazione
- Steve Perry - voce solista
- Gregg Rolie - tastiera, voce
- Neal Schon - chitarra, voce
- Ross Valory - basso, voce
- Aynsley Dunbar - batteria, percussioni

Note aggiuntive
- Roy Thomas Baker - produttore (per la RTB (Audio/Visual) Productions, Inc.), mixaggio
- Registrato al His Master's Wheels di San Francisco (California) ed al Cherokee Studios di Los Angeles (California)
- Geoffrey Workman - ingegnere delle registrazioni
- Kelley & Mouse - cover art
- Tom Steele - design album
- Sam Emerson - fotografia retrocopertina album
- Pat Morrow - note[11]